# Lu Xie
Pour les articles homonymes, voir Lu Xie.
Lu Xie (824-880) (chinois : 路歇 ; chinois traditionnel : 路歇 ; pinyin : Lù Xiē ; Wade : Lu Hsieh), avec le nom de courtoisie Zisheng (子升) est un haut fonctionnaire de la fin de la dynastie Tang. Originaire de Zhuoxian dans la région de Fanyang (aujourd’hui ville de Zhuozhou, province du Hebei), il est le petit-fils maternel du lettré confucéen Li Ao. Il occupe plusieurs postes dans la fonction publique dont celui de chancelier (vol. 178, bio no 128). En 880, quand les insurgés de Huang Chao prennent Tongguan, la cour rejette la faute sur Lu Xie qui se suicide.

## Biographie
Lu Xie naît en 824 au Zhuoxian dans la région de Fanyang. En 855, il réussit les examens impériaux et obtient le diplôme de jinshi (doctorat d’État) (vol. 178, bio no 128). Il est nommé « digne éditeur » et sert dans le gouvernement d’assistance (vol. 184, bio no 109).
Pendant l’ère Xiantong (860–873), il est conseiller impérial de droite et censeur impérial du palais. Plus tard, il devient vice-ministre des Affaires, magistrat du district de Chang'an puis atteint le poste de gouverneur de Zhengzhou . Il réside à Luoyang et fait le rencontre du poète Sikong Tu avec qui il se lie d'amitié. Puis, il est rappelé à la cour et test nommé grand maître des Remontrances .
Puis, il devient académicien de l’Académie Hanlin et secrétaire du Secrétariat central. Puis il est promu vice-ministre du Revenu et académicien chargé des décrets impériaux. En 877, il est nommé chancelier tout en conservant son poste précédent, puis promu vice-ministre du Secrétariat, cumulant les fonctions de ministre de la Guerre et de grand académicien du Hongwenguan. En 878, il occupe un poste de moindre importance, celui de conseiller du prince héritier avec des fonctions administratives. Au cours de cette même année, la révolte de Huang Chao en Chine progresse rapidement. Lu Xie avec Zheng Tian sont les petits-fils maternels du lettré confucéen Li Ao. Ils sont tous deux chanceliers de même rang. Les deux ne s’entendent pas, Lu Xie se moque souvent de Zheng Tian étant issu d’une famille de prostituée. Lors d’une dispute, Lu Xie jette l’encrier par terre, ce qui marque un affront ou un éclat de colère inhabituel dans un cadre normalement très protocolaire. En conséquence, l’empereur destitue les deux de leur poste de chancelier et rétrograde Lu Xie au poste de conseiller du prince héritier à la division administrative de l’Est.
En 879, le général Gao Pian  et le commandant Zhang Lin vainquent plusieurs fois l’armée du rebelle Huang Chao. Lu Xie, pour avoir recommandé Gao Pian comme commandant en chef, reprend ses fonctions grâce aux mérites de Gao Pian .
À ce moment-là, Lu Xie souffre d’une maladie paralytique, est confus, toutes les affaires d’État sont décidées par son secrétaire personnel Wen Jixiu, la corruption est alors répandue (vol. 182). En 880, quand les insurgés de Huang Chao envahissent le Huainan et  prennent Tongguan, le commandant Zhang Lin est tué, celui de Xuzhou est chassé et les soldats de Yinshui sont défaits. La cour, du haut en bas, est choquée et met toute la faute sur Lu Xie qui est de nouveau démis de ses fonctions de chancelier et rétrogradé au poste de conseiller du prince héritier. Il se suicide par poison la même nuit à l’âge de cinquante-sept ans.
En novembre de la même année, l'armée de Huang Chao occupe Chang'An, exhume le cadavre de Lu Xie, le mutile sur la place du marché.
Il a un fils, Lu Yan, surnom Wangqing, officier de Shou’an, membre du Hongwenguan. La première année de Tianyou (904), Lu Yan est officier du district du Henan et est tué par Liu Can.

## Oeuvres

### Calligraphie
Lu Xie maîtrise la calligraphie. Il écrit Secrets merveilleux de la pratique calligraphique  (临池妙诀), décrivant d’abord l’origine de la transmission calligraphique, affirmant avoir hérité des méthodes de Yongxing ; livre en huit chapitres.